# Samanidriget
Samanidriget (persisk: سامانیان,), også kendt som Samani-dynastiet eller Samaniderne, var et sunni-persisk rige i Centralasien, opkaldt efter sin grundlægger Saman Khuda, der konverterede til islam. Det var et indfødt persisk dynasti i Persien og Centralasien efter sammenbruddet af det persiske Sassaniderige forårsaget af den arabiske erobring.

## Herredømme
Samaniderne regerede i 180 år i et område, som omfattede Khorasan (herunder Kabul), Ray, Transoxanien, Tabaristan, Kerman, Gorgan og området vest for disse landområder til Isfahan. Da deres magt var størst, kontrollerede samaniderne områder så langt sydpå som til Sulaiman bjergene i Pakistan, Ghazni og Kandahar. Samaniderne modellerede deres statslige organisation efter abbasiderne, hvilket kunne ses på kaliffens hof og organisation. Samaniderne blev belønnet for at støtte abbasiderne i Transoxanien og Khorasan, og med deres veletablerede hovedbyer i Bukhara, Balkh, Samarkand og Herat, manifesterede de riget efter at have besejret saffariderne.
Samaniderne fremmede kunsten, hvilket medvirkede til udvikling af videnskaber og litteratur, hvorved riget tiltrak lærde som Rudaki og Avicenna. Forskerne pointerer, at samaniderne genoplivede persisk kultur og det persiske sprog mere end buyiderne og saffariderne. De samanidiske myndigheder erklærede i et berømt edikt, at "her i denne region er sproget persisk, og konger af dette rige er persiske konger. Under den samanidiske periode blev den tadsjikiske nation dannet i Centralasien. Det samandiske rige betragtes som den første tadsjikiske stat, også tidligere iranske dynastier opstod fra de regioner tadsjikerne bebor op til nutiden.